# Gianni Amico
Gianni Amico (Loano, 27 de desembre de 1933 – Roma, 2 de novembre de 1990) va ser un guionista, director, crític de cinema i animador cultural italià.

## Biografia
L'any 1960 va concebre amb el pare jesuïta Angelo Arpa el Festival Internacional de Cinema Llatinoamericà de Santa Margherita Ligure, que acull els grans exponents de les "nouves onades" del cinema sud-americà (entre d'altres Glauber Rocha, Fernando Birri, Nelson Pereira dos Santos, Tomás Gutiérrez Alea) i, entre els seus molts mèrits culturals, té el de marcar el final de l'aïllament diplomàtic de Cuba acull les autoritats cubanes.
Més tard es va traslladar a Roma, on va continuar treballant com a organitzador cultural de la Mostra Internacional de Cinema Lliure de Porretta Terme (on l'any 1964 va comissariar una secció pionera dedicada a la Nouvelle vague) i amb la Mostra Internazionale del Nuovo Cinema di Pesaro, de la qual va ser membre de la comissió de selecció els anys 1966 i 1967.
Va participar en la producció de De nit, a Roma (1960) de Roberto Rossellini i el 1964 va escriure el guió de Prima della rivoluzione de Bernardo Bertolucci. A finals dels anys seixanta va començar a fer els seus primers viatges al Brasil, on va rodar els documentals Giovani brasiliani (1967) i Ah! Vem o samba.
Va col·laborar en el guió de Partner (1968) per a Bertolucci i de Der Leone Have Sept Cabeças de Glauber Rocha, va fer de director ajudant de Jean-Luc Godard a Le Vent d'est (1969).
Als anys setanta va rodar documentals i ficció per a la RAI, entre els quals: Your Love is like the Sea (1976), L'inchiesta (1971), Ritorno (1973), Le cinque stagioni, Le affinità elettive (1979), Giovani, donne, fabbrica (1981) i Lo specchio rovesciato. Un'esperienza di autogestione operaia (1981).
L'any 1983 va organitzar el gran esdeveniment musical Bahia de todos os sambas, instal·lat al Circ Màxim com a part de les iniciatives del'Estate romana, en el qual grans noms del brasiler música com ara: Gilberto Gil, Caetano Veloso, Gal Costa, Naná Vasconcelos, João Gilberto i molts altres.
Va morir el novembre del 1990.
El 1995 Godard va dedicar el capítol sobre cinema italià a la seva Histoire(s) du cinéma a Gianni Amico.

## Filmografia parcial

### Director
- We Insist! Suite per la libertà subito (1964, documental)
- L'Italia con Togliatti (1964, documental col·lectiu)
- Appunti per un film sul Jazz (1965, documental)
- Paolo (1966, curtmetratge)
- Musica Popular Brasileira (1966)
- Giovani brasiliani (1967, documental)
- Tropici (1968)
- L'inchiesta (1971, film TV)
- Central Park (1972)
- Ritorno (1973)
- Il registratore (1975, curtmetratge)
- Sardegna, una voce (Maria Carta) (1975, documental)
- Your Love is like the Sea. Per una generazione di americani (1976)
- Le cinque stagioni (1976)
- Lo specchio rovesciato. Un'esperienza di autogestione operaia (1978, amb Marco Melani)
- Le affinità elettive (1979)
- Le mani svelte. Giovani, donne, fabbrica (1981)
- Io con te non ci sto più (1983)
- L'addio a Enrico Berlinguer (1984, documental col·lectiu)
- Grandi mostre: futurismo e futuristi (1986, documental)
- Gramsci l'ho visto così (1988, documental)
- Un amore sconosciuto (1991)

### Guionista
- Partner, de Bernardo Bertolucci (1968)
- Der Leone Have Sept Cabeças de Glauber Rocha (1970)[4]